# 楊廷選
楊廷選（1533年—1582年），字子庸，號賓吾，錦衣衛鎮撫司匠籍浙江寧波府鄞縣人，明朝政治人物。

## 生平
壬子科順天府鄉試第二十九名舉人。嘉靖三十八年（1559年）中式己未科會試第六十七名，三甲第四十一名進士。授魏县知县，擢刑部主事，尋改兵部武庫司主事，以考察謫两淮盐运司判官，遷青州府通判，隆慶四年（1570年）任德安府同知，遷登州府、扬州府同知，萬曆二年（1573年）升山东按察司佥事，尋加山西行太僕寺少卿兼佥事，升四川按察司副使，未任，被弹劾去职。卒年五十。

## 家族
曾祖楊傑；祖父楊吉；父楊縉，國子監助教。母沈氏。严侍下。兄廷相、廷秀（钦天监挈壺正）、廷佐（光禄寺録事）、廷儒、廷爵。弟廷献、廷猷。